# Festuca diclina
Festuca diclina là một loài thực vật có hoa trong họ Hòa thảo. Loài này được Darbysh. mô tả khoa học đầu tiên năm 1995.